# Amanda Leighton
Amanda Moreno Leighton (nacida el 7 de junio de 1993) es una actriz estadounidense. Es conocida por su interpretación de voz como Blossom en la serie animada de Cartoon Network de 2016, The Powerpuff Girls, y Poppy en la serie animada de Netflix de 2018, Trolls: ¡No pierdas el ritmo! y Polly Plantar en la serie animada Amphibia de Disney Channel de 2019. También es conocida por su papel recurrente como Emma en la serie dramática de Freeform The Fosters.

## Vida personal
Leighton creció en Fresno, California y se graduó de Clovis West High School.Ella es mitad hispana.

## Carrera
Leighton se casó con el artista profesional de artes marciales mixtas Sage Northcutt el 5 de diciembre de 2020.
Leighton comenzó su carrera como actriz a la edad de 10 años en su ciudad natal y consiguió su primer agente a la edad de 12 años cuando comenzó a tomar clases de actuación y a ir a audiciones en Los Ángeles. También tiene 11 años de experiencia en danza, que utilizó en Make It or Break It de ABC Family, donde interpretó a una gimnasta llamada Wendy Capshaw. En junio de 2015, Leighton fue elegida para dar voz a Blossom en el revival de The Powerpuff Girls de Cartoon Network, que se desarrolló de 2016 a 2019.
Otras apariciones de Leighton incluyen papeles en varios programas de televisión, incluidos Pretty Little Liars como Danielle, Grey's Anatomy como la paciente Sarah Cassidy con síndrome de Treacher Collins, 90210 como Alex Scarborough, Criminal Minds como Trish Leake y como Cactus Kid cantante en Six Feet Under. Recurrió como Emma en la serie dramática de ABC Family/Freeform The Fosters de 2014 a 2018. De 2017 a 2022, apareció como la joven Sophie en la serie dramática de televisión de NBC This Is Us. Leighton expresó los papeles habituales de Poppy en la serie animada Trolls: ¡No pierdas el ritmo! que fue estrenada por Netflix entre 2018 y 2019, y la renacuajo Polly Plantar en la serie animada de Disney Channel Amphibia, que se emitió de 2019 a 2022. Coprotagonizó la película dramática Chance de 2020.

## Filmografía
| Año       | Título                        | Papel                           | Notas                                                             |
| --------- | ----------------------------- | ------------------------------- | ----------------------------------------------------------------- |
| 2005      | Six Feet Under                | Niño Cactus Cantando            | Episodio: "The Silence"                                           |
| 2010      | Mentes criminales             | Trish Leake                     | Episodio: "Risky Business"                                        |
| 2011      | Grey's Anatomy                | Sarah Cassidy                   | Episodio: "Start Me Up"                                           |
| 2011      | House M. D.                   | Young Elena                     | Episodio: "You Must Remember This"                                |
| 2011–2012 | 90210                         | Alex Scarborough                | 3 episodios                                                       |
| 2011      | Pretty Little Liars           | Danielle                        | Episodios: "My Name Is Trouble", "Blind Dates"                    |
| 2012      | Make It or Break It           | Wendy Capshaw                   | Recurrente, 7 episodios                                           |
| 2012      | Divorce Invitation            | Young Alex                      | Película                                                          |
| 2013–2014 | The Young and the Restless    | Raven                           | 6 episodios                                                       |
| 2013      | Kickin' It                    | Erica Straffman                 | Episodio: "Jack Stands Alone"                                     |
| 2013      | Austin & Ally                 | Bonnie                          | Episodio: "Beach Bums & Bling"                                    |
| 2013      | Filthy Sexy Teen$             | Whitney                         | Episodio: Pilot                                                   |
| 2013      | Sketchy                       | White Girl                      | Episodio: "Oh Lordy 'White Girls'"                                |
| 2014–2018 | The Fosters                   | Emma Kurtzman                   | Recurrente; 52 episodios                                          |
| 2014      | Bones                         | Shawna                          | Episodio: "The Purging of the Pundit"                             |
| 2015      | The Better Half               | Emily Ryan                      | Film                                                              |
| 2016–2019 | The Powerpuff Girls           | Blossom                         | Voz principal                                                     |
| 2016      | Teen Titans Go!               | Blossom                         | Voz; episodio: "TTG v PPG"                                        |
| 2016      | The Cheerleader Murders       | Dee James                       | Película de televisión                                            |
| 2016      | Rosewood                      | Sophie Hornstock                | Episodios: "Dead Drops and Disentanglement", "Boatopsy and Booty" |
| 2016      | World of Final Fantasy        | Reynn                           | Videojuego; voz                                                   |
| 2017      | Lego Dimensions               | Blossom                         | Videojuego; voz                                                   |
| 2017–2022 | This Is Us                    | Young Sophie                    | Recurrente                                                        |
| 2018      | Epic Seven                    | Karin / Helga / Lorina / Lidica | Videojuego voz                                                    |
| 2018–2019 | Trolls: ¡No pierdas el ritmo! | Poppy                           | Voz principal                                                     |
| 2019–2022 | Amphibia                      | Polly Plantar                   | Voz principal                                                     |
| 2019      | Good Trouble                  | Emma Kurtzman                   | Episodio: "A Very Coterie Christmas"                              |
| 2020–2022 | Trolls: TrollsTopia           | Poppy                           | Voz principal                                                     |
| 2020      | Solar Opposites               | Angela                          | Recurrente                                                        |
| 2020      | Chance                        | Brooke                          | Película                                                          |
| 2023      | The Rookie                    | Kyra Cook                       | Episodio: "The Naked and the Dead"                                |
| 2023      | Hailey's On It!               | Kristine                        | Voz recurrente                                                    |
| 2023      | Camp Hideout                  | Selena                          | Película                                                          |